# St. Aegidi (Oberösterreich)
St. Aegidi  ist eine Gemeinde im westlichen Oberösterreich mit 1556 Einwohnern (Stand 1. Jänner 2024). Sie gehört zum Bezirk Schärding im Innviertel und liegt im Gerichtsbezirk Schärding.

## Geografie
St. Aegidi liegt auf 599 Meter Höhe am Ostrand des Sauwaldes. Der Ort auf einer welligen Hochfläche ist nur ein Kilometer Luftlinie von der Donau entfernt, aber 320 Höhenmeter über dem Strom. Die Ausdehnung des Gemeindegebiets beträgt von Nord nach Süd 7,1 und von West nach Ost 7,9 Kilometer. Die Gesamtfläche beträgt 28,7 Quadratkilometer. Davon sind 54 Prozent landwirtschaftliche Nutzfläche und 40 Prozent Wald.

### Gemeindegliederung
Das Gemeindegebiet umfasst folgende 37 Ortschaften (in Klammern Einwohnerzahl Stand 1. Jänner 2024):
- Adelsgrub (12)
- Au (34)
- Breitenau (18)
- Dorf (40)
- Dornedt (11)
- Eben (28)
- Edern (69)
- Flenkental (38)
- Fraunhof (11)
- Grafendorf (21)
- Grübl (10)
- Gschwendt (55)
- Hackendorf (75) samt Kiriau
- Henndorf (19)
- Höllau (67)
- Innerleiten (14)
- Kößlau (57)
- Lehen (104)
- Maierhof (25)
- Mittelbach (10)
- Mühlbach (37)
- Oberleiten (37)
- Panholz (21)
- Prünst (11)
- Reisedt (57) samt Steinzen
- Reiting (34)
- Sagedt (9)
- Schauern (65)
- St. Aegidi (255)
- Steinedt (41)
- Straß (10)
- Tullern (53)
- Voglgrub (30)
- Walleiten (60)
- Wallern (45)
- Witzenedt (51)
- Zimmerleiten (33)

Die Gemeinde besteht aus den Katastralgemeinden Hackendorf, St. Aegidi und Schauern.

### Nachbargemeinden
|                     | Engelhartszell                              |                      |
| Kopfing im Innkreis | Kompassrose, die auf Nachbargemeinden zeigt |                      |
| Natternbach (GR)    | Neukirchen am Walde (GR)                    | Waldkirchen am Wesen |

## Geschichte
1294 erfolgte die erste urkundliche Erwähnung von St. Aegidi. St. Aegidi war im Mittelalter Teil Österreichs ob der Enns. Im Gemeindegebiet befindet sich auch die Burgruine Harchheim, die Mitte des 16. Jahrhunderts zugunsten der St.-Pankratius-Kirche abgetragen wurde.
1810 bis 1816 gab es eine kurze Zugehörigkeit zum Königreich Bayern.
Mit der 1849 erlassenen Gemeindeordnung wurde auch St. Aegidi selbständig. Die Zusammenlegung mit Vichtenstein zur Großgemeinde Engelhartszell wurde 1882 wieder rückgängig gemacht.
Nach dem Anschluss Österreichs an das Deutsche Reich am 13. März 1938 gehörte der Ort zum Gau Oberdonau. Nach 1945 erfolgte die Wiederherstellung Oberösterreichs.

## Einwohnerentwicklung
Im Jahr 1991 hatte die Gemeinde laut Volkszählung 1592 Einwohner, stieg 2001 auf 1643 Einwohner um bis 2021 durch Abwanderung auf 1541 zu sinken.

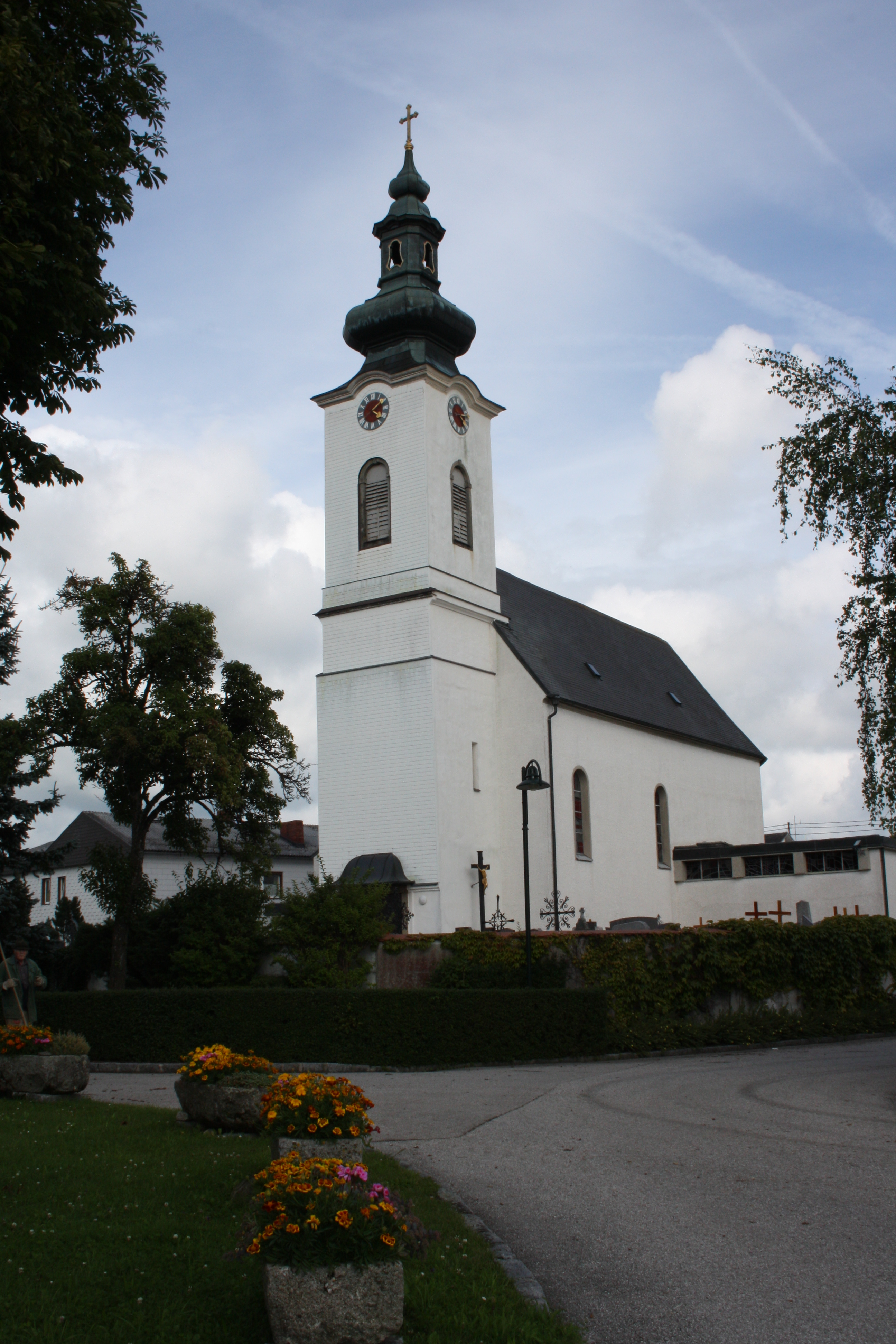
Pfarrkirche

## Kultur und Sehenswürdigkeiten
- Pfarrkirche Sankt Aegidi

## Wirtschaft und Infrastruktur

### Wirtschaftssektoren
Von den 118 landwirtschaftlichen Betrieben des Jahres 2010 wurden 59 im Haupt-, 57 im Nebenerwerb und je eine von einer Personengemeinschaft und einer juristischen Person geführt. Die Haupterwerbsbauern bewirtschafteten beinahe zwei Drittel der Flächen. Im Produktionssektor arbeiteten 26 Erwerbstätige im Bereich Warenherstellung, 22 in der Bauwirtschaft und sieben in der Energieversorgung. Die wichtigsten Arbeitgeber des Dienstleistungssektors waren die Bereiche Verkehr (67), soziale und öffentliche Dienste (64), Handel (57) und freiberufliche Dienstleistungen (45 Mitarbeiter).
| Wirtschaftssektor            | Anzahl Betriebe | Anzahl Betriebe | Erwerbstätige | Erwerbstätige |
| Wirtschaftssektor            | 2011            | 2001            | 2011          | 2001          |
| ---------------------------- | --------------- | --------------- | ------------- | ------------- |
| Land- und Forstwirtschaft 1) | 118             | 151             | 92            | 123           |
| Produktion                   | 13              | 7               | 55            | 47            |
| Dienstleistung               | 55              | 43              | 264           | 213           |

1) Betriebe mit Fläche in den Jahren 2010 und 1999

### Arbeitsmarkt, Pendeln
Im Jahr 2011 lebten 832 Erwerbstätige in Sankt Aegidi. Davon arbeiteten 247 in der Gemeinde, siebzig Prozent pendelten aus.

## Politik

### Gemeinderat

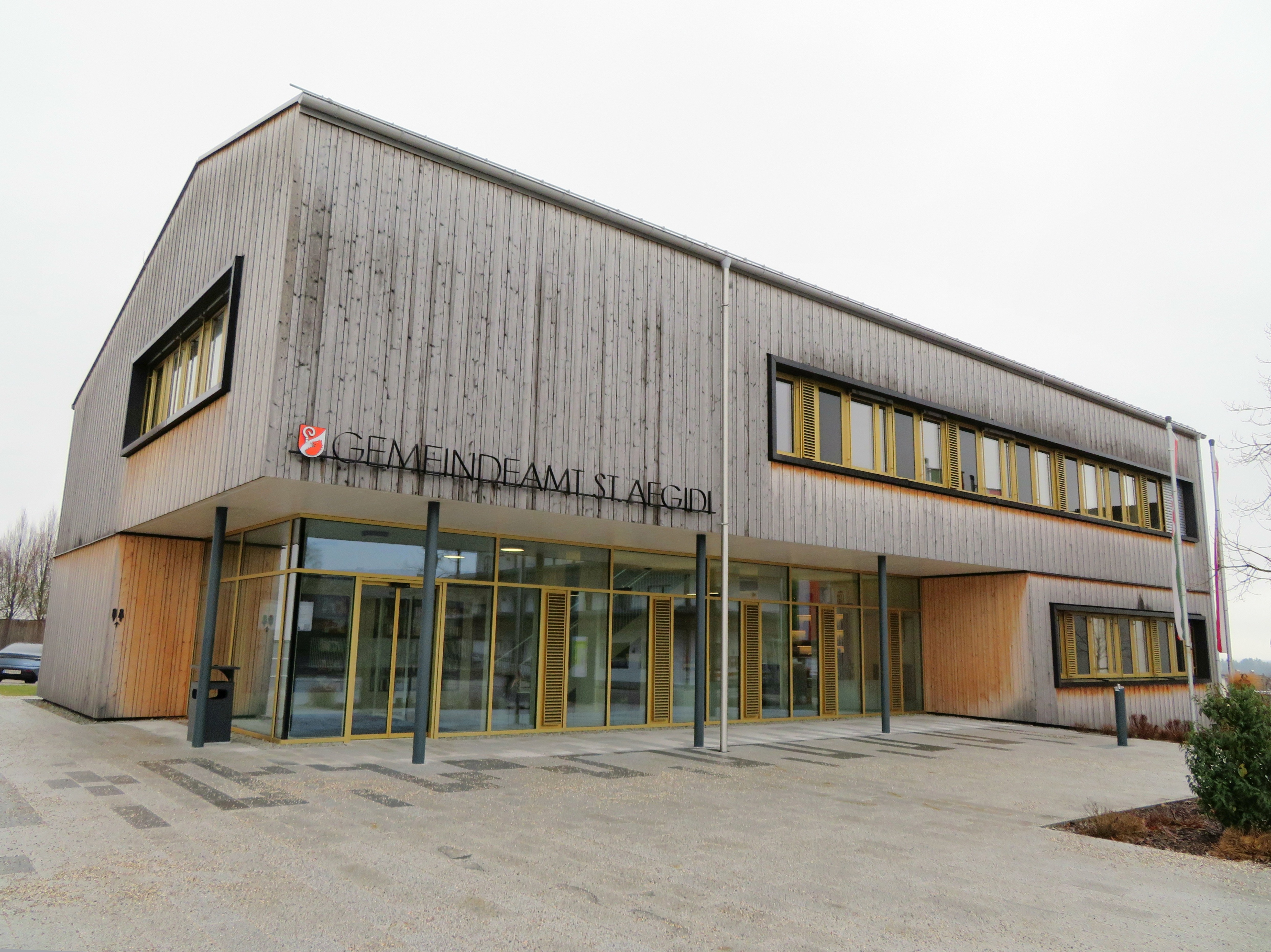
Gemeindeamt St. Aegidi

Der Gemeinderat hat insgesamt 19 Mitglieder. Mit den Gemeinderats- und Bürgermeisterwahlen in Oberösterreich 2015 hat der Gemeinderat folgende Verteilung: 10 ÖVP, 6 FPÖ und 3 SPÖ.
| Partei | 2021    | 2021    | 2015  | 2015    | 2009  | 2009    | 2003  | 2003    | 1997  | 1997    |
| Partei | Prozent | Mandate | %     | Mandate | %     | Mandate | %     | Mandate | %     | Mandate |
| ------ | ------- | ------- | ----- | ------- | ----- | ------- | ----- | ------- | ----- | ------- |
| ÖVP    | 60,28   | 12      | 53,75 | 10      | 64,03 | 13      | 71,19 | 14      | 66,29 | 13      |
| FPÖ    | 22,09   | 4       | 31,15 | 6       | 21,89 | 4       | 14,06 | 2       | 24,06 | 4       |
| SPÖ    | 17,63   | 3       | 15,10 | 3       | 10,25 | 2       | 14,75 | 3       | 9,64  | 2       |
| BZÖ    |         |         |       |         | 3,82  | 0       |       |         |       |         |

### Bürgermeister
Bürgermeister seit 1850 waren:
- 1850–1861 Mathias Mühlböck
- 1861–1864 Josef Beham
- 1864–1870 Franz Mühlböck
- 1870–1873 Matthias Leidinger
- 1873–1875 Johann Voglgruber
- 1875–1882 vereinigt mit Engelhartszell
- 1882–1883 Heinrich Pramendorfer
- 1883–1884 Jakob Steininger
- 1884–1886 Heinrich Pramendorfer
- 1886–1890 Josef Stuhlberger
- 1890–1896 Josef Voglgruber
- 1896–1898 AntonSteininger
- 1898–1902 Josef Voglgruber
- 1902–1903 Franz Grüneis
- 1903–1906 Josef Voglgruber
- 1906–1912 Franz Grüneis
- 1912–1916 Leopold Huber
- 1916–1924 Matthias Stuhlberger
- 1924–1928 Anton Klaffenböck
- 1928–1938 Matthias Leidinger
- 1938–1939 Hans Pramendorfer
- 1939–1940 Robert Bräuer-Mocker
- 1940–1945 Franz Kraml
- 1945–1955 Alois Sageder
- 1955–1985 Hermann Stadler (ÖVP)
- 1985–1997 Konrad Sageder (ÖVP)
- 1997–2019 Eduard Paminger (ÖVP)
- seit 2019 Klaus Paminger (ÖVP)

### Wappen
Zum 700-Jahre-Jubiläum 1994 wurde von der oö. Landesregierung mit Beschluss vom 18. April 1994 das Recht zur Führung eines Gemeindewappens verliehen.
Blasonierung: Von Rot und Silber im Kurvenschnitt schräglinks geteilt; oben ein silberner, wachsender Abtsstab, unten ein roter Wolfsrumpf. Die Gemeindefarben sind  Grün-Weiß-Rot.
Das Gemeindewappen wurde 1994 von der oberösterreichischen Landesregierung verliehen. Der Abtsstab steht für den heiligen Ägidius, den Pfarrpatron und Namensgeber des Ortes, er erinnert aber auch an die bis 1788 bestehende kirchliche  Zugehörigkeit zum Stift Engelszell. Der Passauer Wolf symbolisiert die ehemalige Grundherrschaft des Hochstiftes Passau, an die heute noch Grenzsteine mit dessen Wappen erinnern.

## Persönlichkeiten

### Ehrenbürger
- 1985: Hermann Stadler († 1989), Bürgermeister von St. Aegidi 1955–1985
- 1999: Konrad Sageder, Bürgermeister von St. Aegidi 1985–1997
- 2020: Helmut Klaffenböck († 2020), Amtsleiter von St. Aegidi 1979–2019
- 2020: Eduard Paminger, Bürgermeister von St. Aegidi 1997–2019[16]

### Söhne und Töchter der Gemeinde
- Franz Fischer (1830–1888), Geistlicher und Politiker, Mitglied des Abgeordnetenhauses 1873–1888[17]
- Christa Ratzenböck (* 1972), Mezzosopranistin